# Alexander Busch
Alexander Busch (Resenbro, 25 luglio 2003) è un calciatore danese, difensore del Silkeborg.

## Caratteristiche tecniche
Gioca al centro della difesa.

## Carriera

### Club
Busch è cresciuto nel settore giovanile del Silkeborg, con cui ha siglato un contratto professionistico nel maggio 2020. Il 15 maggio 2021 ha debuttato ufficialmente in prima squadra nell'incontro di 1. Division vinto 4-1 contro l'HB Køge.

### Nazionale
Ha giocato con le nazionali giovanili danesi Under-19, Under-20 e Under-21.

## Statistiche
aggiornato al 2 marzo 2024
| Stagione        | Squadra         | Campionato      | Campionato | Campionato | Coppe nazionali | Coppe nazionali | Coppe nazionali | Coppe continentali | Coppe continentali | Coppe continentali | Altre coppe | Altre coppe | Altre coppe | Totale | Totale | Totale |
| Stagione        | Squadra         | Comp            | Pres       | Reti       | Comp            | Pres            | Reti            | Comp               | Pres               | Reti               | Comp        | Pres        | Reti        | Pres   | Reti   |        |
| --------------- | --------------- | --------------- | ---------- | ---------- | --------------- | --------------- | --------------- | ------------------ | ------------------ | ------------------ | ----------- | ----------- | ----------- | ------ | ------ | ------ |
| 2020-2021       | Silkeborg       | 1D              | 3          | 0          | CD              | 0               | 0               |                    | -                  | -                  |             | -           | -           | 3      | 0      |        |
| 2021-2022       | Silkeborg       | SL              | 2          | 0          | CD              | 0               | 0               |                    | -                  | -                  |             | -           | -           | 2      | 0      |        |
| 2022-2023       | Silkeborg       | SL              | 11         | 1          | CD              | 6               | 2               | UEL+UECL           | 0                  | 0                  |             | -           | -           | 17     | 3      |        |
| 2023-2024       | Silkeborg       | SL              | 17         | 0          | CD              | 2               | 0               |                    | -                  | -                  |             | -           | -           | 19     | 0      |        |
| Totale carriera | Totale carriera | Totale carriera | 33         | 1          |                 | 8               | 2               |                    | 0                  | 0                  |             | -           | -           | 41     | 3      |        |

## Palmarès

### Club

#### Competizioni nazionali
- Coppa di Danimarca: 1

Silkeborg: 2023-2024